# Sekundarschule Karl Marx
Die Sekundarschule Karl Marx ist eine Sekundarschule in Gardelegen. Die Ganztagsschule liegt am Rande der Innenstadt. Sie trägt den Namen von Karl Marx. 

## Geschichte
Die Polytechnische Oberschule Karl-Marx wurde 1965 eröffnet.
Von 1991 bis 2005 war an dem Standort auch eine Grundschule untergebracht. Im Schuljahr 2005/2006 fusionierte die Sekundarschule „Karl Marx“ mit der Reutter-Sekundarschule in Gardelegen und der Sekundarschule in Jävenitz. Seitdem wird das Gebäude ausschließlich durch die Sekundarschule genutzt.
Überregionale Aufmerksamkeit bekam die Schule Mitte der 2000er Jahre durch einen Brandbrief, in dem der Personalrat die unzumutbaren Zustände auflistete.

## Schulgebäude
Der Grundstein für das erste Schulgebäude wurde 1963 gelegt.
Am 29. Oktober 2013 wurde die Karl-Marx-Sekundarschule nach zweijährigem Neubau wiedereröffnet.
Die Architektengemeinschaft Zimmermann aus Dresden erhielt 2015 für das jetzige Schulgebäude den Hannes-Meyer-Preis des BDA Sachsen-Anhalt.